# Amaloxestis perizeucta
Amaloxestis perizeucta is een vlinder uit de familie van de Lecithoceridae. De wetenschappelijke naam van de soort is voor het eerst geldig gepubliceerd in 1910 door Meyrick.